# Kreuz Castrop-Rauxel-Ost
Het Kreuz Castrop-Rauxel-Ost is een knooppunt in de metropoolregio Rijn-Ruhr in de Duitse deelstaat Noordrijn-Westfalen. Op dit klaverbladknooppunt ten zuidoosten de stad Castrop-Rauxel sluit de A42 (Emscherschnellweg) (Kreuz Kamp-Lintfort-Dortmund) aan op de A45 (Sauerlandlinie) (Dortmund-Aschaffenburg).

## Geografie
Het knooppunt ligt in het stadsdeel Mengede in Dortmund op de stadsgrens met de naamgevende stad Castrop-Rauxel. Nabijgelegen stadsdelen zijn Deininghausen en Dingen van Castrop-Rauxel evenals de stadsdelen Brüninghausen, Bodelschwingh en Oestrich van Dortmund. Het knooppunt ligt ongeveer 10 km noordwesten van het centrum van Dortmund, ongeveer 50 km ten zuiden van Münster en ongeveer 25 km ten noordoosten van Essen.
Ten noordwesten van het knooppunt ligt de Energiecentrale Gustav Knepper.

## Geschiedenis
De A42 stopt direct ten oosten van het knooppunt. Omdat de originele plannen er van uitgingen dat de A42 vanaf hier verder oostwaarts zou verlopen is het knooppunt aangelegd zonder hoofdrijbanen in oost-westrichting; alleen de rangeerbanen worden gebruikt. Direct ten oosten van het knooppunt ligt de afrit Dortmund-Bodelschwingh.

## Rijstroken
Ter hoogte van het knooppunt hebben beide snelwegen 2x2 rijstroken. Alle verbindingsbogen hebben één rijstrook.

## Verkeersintensiteiten
In 2010 werd het knooppunt dagelijks door ongeveer 100.000 voertuigen gebruikt..
| Van                         | Naar                             | Gemiddeld aantal voertuigen per dag | Percentage vrachtverkeer |
| --------------------------- | -------------------------------- | ----------------------------------- | ------------------------ |
| AS Castrop-Rauxel (A 42)    | AK Castrop-Rauxel-Ost            | 40.000                              | 12,1 %                   |
| AK Castrop-Rauxel-Ost       | AS Dortmund-Bodelschwingh (A 42) | keine Daten                         | keine Daten              |
| AK Dortmund-Nordwest (A 45) | AK Castrop-Rauxel-Ost            | 52.000                              | 11,1 %                   |
| AK Castrop-Rauxel-Ost       | AS Dortmund-Hafen (A 45)         | 61.000                              | 10,0 %                   |

## Trivia
Als onderdeel van het project Kulturhauptstadt 2010 werd de A 42 omgebouwd tot Parkautobahn. Daarvoor werd het Kreuz Castrop-Rauxel-Ost omgebouwd tot Ohrenpark Castrop-Rauxel.

## Richtingen knooppunt
| Aansluitende wegen              | Aansluitende wegen                      | Aansluitende wegen                                 | Aansluitende wegen | Aansluitende wegen |
| ------------------------------- | --------------------------------------- | -------------------------------------------------- | ------------------ | ------------------ |
|                                 |                                         | richting Luchthaven Dortmund Oberhausen / Hannover |                    |                    |
|                                 |                                         |                                                    |                    |                    |
| richting Dortmund-Bodelschwingh | L654 richting Castrop-Rauxel / Duisburg |                                                    |                    |                    |
|                                 |                                         |                                                    |                    |                    |
|                                 |                                         | richting Dortmund / -Hafen Frankfurt a.M.          |                    |                    |